# Bössviken

Bössviken är ett område i södra delen  av Östra Ämterviks församling och socken. Området tillhör idag Sunne kommun.
År 1896 förliste i Bössviken ångbåten S/S Freja af Fryken, en båt som bärgades 1994 och som sedan 1997 trafikerar Frykensjöarna.